# Josef Hueber
Joseph Hueber, (nascido em 1715 ou 1717 provavelmente em Viena, morreu em 26 de setembro de 1787 em Graz), foi um importante mestre construtor barroco austríaco que estudou com Johann Lukas von Hildebrandt.

## Edifícios e Projetos
Entre suas realizações mais notáveis estão a Igreja Paroquial de Nossa Senhora no Weizberg, na cidade de Weiz, na Estíria, e a Igreja de Peregrinação de St. Veit em Sankt Veit am Vogau. A sua obra mais significativa é a famosa biblioteca da Abadia de Admont . Também supervisionou a construção de um pavilhão barroco para o parque do Schloss Eggenberg, na capital da Estíria, Graz, bem como a conversão do teatro do Schloss Eggenberg numa capela de palácio barroco, Nossa Senhora das Neves.

## Literatura
- "Der Barockbaumeister Joseph Hueber". em: Imagens de Vergangenheit e Gegenwart. Beiträge zur Kultur- und Wirtschaftsgeschichte . (Weiz - Geschichte und Landschaft in Einzeldarstellungen. Hrsg. v. Leopold Farnleitner . 5), Weiz 1958, – .